# Ceramida cobosi
Ceramida cobosi es una especie de coleóptero de la familia Scarabaeidae.

## Distribución geográfica
Habita en la mitad sur de la España peninsular.